# 화이난시
화이난(한국어: 회남, 중국어: 淮南, 병음: Huáinán)은 중화인민공화국 안후이성 중북부에 있는 지급시이다. 남쪽으로 허페이, 남서쪽으로 루안, 서쪽으로 푸양, 북서쪽으로 보저우, 북동쪽으로 벙부, 동쪽으로 추저우와 맞닿아 있다.
화이난이라는 이름은 원래 화이허 남쪽, 장강 북쪽, 현재 안후이 성 중앙을 포함하는 전체 지역을 일컫는 말이었다. 역사적으로 화이난의 정치적 중심지는 수춘(현재의 서우 현)이었다.
이곳에서 전진과 동진 사이의 비수대전이 일어났다.

## 역사
화이난이라는 이름은 BC 203년에 유방이 그가 가장 신뢰하던 신하 중 한 명이었던 영포(英布)에게 회남왕이라는 작위를 내리면서 생겨나게 되었다. 회남국의 수도는 현재의 루안에 위치해있었다. 영포는 후에 반란을 일으켰다 패주하던 중 살해되었고 직함은 바뀌었으며 수도는 수춘으로 옮겨지게 되었다.
BC 164년에 왕국은 화이난·헝산·뤼장 세 개로 쪼개졌으나 화이난이라는 이름은 계속 간직하고 있었고 행정 중심 역시 여전히 수춘이었다. 이곳은 대 도교학자로 회남자를 편찬한 유안이 다스리게 되었다. 유안은 BC 122년에 회남국이 폐지되고 주장 군(BC 203년 전의 이름)이 설치될 때 자살하였다.
한나라 말엽에 원술은 군의 이름을 화이난 군으로 바꾸고 자신을 황제라 선언하였다. 화이난 군은 송나라 때인 1071년에 동서로 나뉘기까지 그대로 유지되었다. 이 행정구역은 금나라와 남송의 평화 협정에 따라 화이허를 따라 남북으로 나뉘는 것으로 바뀌었다.
그 후 화이허를 따라 남북으로 나뉜 상태로 현재까지 유지되었으며 중국 공산당은 이곳의 풍부한 석탄 자원 때문에 화이난 석탄 특별구를 설치하기도 했다.

## 경제
화이난의 주요 산업은 석탄 생산으로 2006년 생산량은 4328만 톤이었다.

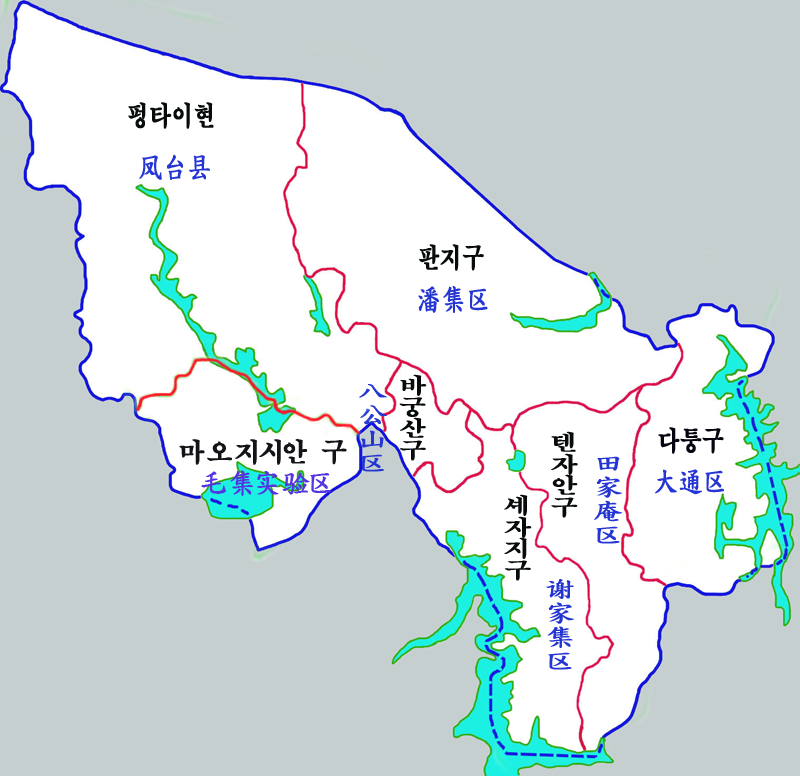
화이난시 현급행정구역도

## 인구
| 연도                  | 인구      | ±%     |
| --------------------- | --------- | ------ |
| 1953                  | 286,941   | —      |
| 1964                  | 456,223   | +59.0% |
| 1982                  | 576,605   | +26.4% |
| 1990                  | 724,157   | +25.6% |
| 2000                  | 1,062,430 | +46.7% |
| 2010                  | 1,238,488 | +16.6% |
| 2020                  | 1,255,619 | +1.4%  |
| 출처: Census in China |           |        |

## 기후
| 화이난시의 기후                                               | 화이난시의 기후 | 화이난시의 기후 | 화이난시의 기후 | 화이난시의 기후 | 화이난시의 기후 | 화이난시의 기후 | 화이난시의 기후 | 화이난시의 기후 | 화이난시의 기후 | 화이난시의 기후 | 화이난시의 기후 | 화이난시의 기후 | 화이난시의 기후 |
| 월                                                            | 1월             | 2월             | 3월             | 4월             | 5월             | 6월             | 7월             | 8월             | 9월             | 10월            | 11월            | 12월            | 연간            |
| ------------------------------------------------------------- | --------------- | --------------- | --------------- | --------------- | --------------- | --------------- | --------------- | --------------- | --------------- | --------------- | --------------- | --------------- | --------------- |
| 역대 최고 기온 °C (°F)                                        | 19.9 (67.8)     | 26.5 (79.7)     | 30.2 (86.4)     | 34.6 (94.3)     | 37.3 (99.1)     | 38.7 (101.7)    | 40.0 (104.0)    | 39.3 (102.7)    | 38.1 (100.6)    | 34.0 (93.2)     | 29.5 (85.1)     | 23.1 (73.6)     | 40.0 (104.0)    |
| 일평균 최고 기온 °C (°F)                                      | 6.8 (44.2)      | 9.9 (49.8)      | 15.3 (59.5)     | 22.0 (71.6)     | 27.2 (81.0)     | 30.4 (86.7)     | 32.5 (90.5)     | 31.6 (88.9)     | 27.7 (81.9)     | 22.7 (72.9)     | 15.9 (60.6)     | 9.2 (48.6)      | 20.9 (69.7)     |
| 일일 평균 기온 °C (°F)                                        | 2.9 (37.2)      | 5.6 (42.1)      | 10.5 (50.9)     | 16.8 (62.2)     | 22.3 (72.1)     | 26.0 (78.8)     | 28.6 (83.5)     | 27.7 (81.9)     | 23.5 (74.3)     | 18.1 (64.6)     | 11.4 (52.5)     | 5.1 (41.2)      | 16.5 (61.8)     |
| 일평균 최저 기온 °C (°F)                                      | −0.1 (31.8)     | 2.3 (36.1)      | 6.7 (44.1)      | 12.4 (54.3)     | 17.9 (64.2)     | 22.1 (71.8)     | 25.4 (77.7)     | 24.6 (76.3)     | 20.1 (68.2)     | 14.4 (57.9)     | 7.8 (46.0)      | 2.0 (35.6)      | 13.0 (55.3)     |
| 역대 최저 기온 °C (°F)                                        | −12.2 (10.0)    | −13.0 (8.6)     | −4.5 (23.9)     | 0.4 (32.7)      | 7.3 (45.1)      | 11.9 (53.4)     | 18.4 (65.1)     | 15.9 (60.6)     | 10.9 (51.6)     | 1.3 (34.3)      | −6.2 (20.8)     | −15.7 (3.7)     | −15.7 (3.7)     |
| 평균 강수량 mm (인치)                                         | 36.9 (1.45)     | 40.6 (1.60)     | 59.3 (2.33)     | 61.1 (2.41)     | 78.9 (3.11)     | 173.0 (6.81)    | 183.0 (7.20)    | 140.7 (5.54)    | 81.0 (3.19)     | 54.6 (2.15)     | 48.0 (1.89)     | 26.9 (1.06)     | 984 (38.74)     |
| 평균 강수일수 (≥ 0.1 mm)                                      | 7.3             | 8.0             | 8.7             | 8.1             | 9.4             | 9.9             | 11.8            | 12.6            | 8.3             | 7.6             | 7.9             | 6.2             | 105.8           |
| 평균 강설일수                                                 | 4.2             | 2.7             | 1.1             | 0               | 0               | 0               | 0               | 0               | 0               | 0               | 0.7             | 1.5             | 10.2            |
| 평균 상대 습도 (%)                                            | 69              | 69              | 64              | 64              | 65              | 71              | 77              | 79              | 75              | 68              | 68              | 68              | 70              |
| 평균 월간 일조시간                                            | 126.1           | 123.8           | 168.3           | 193.2           | 196.7           | 177.5           | 193.0           | 182.1           | 157.7           | 164.4           | 148.4           | 133.6           | 1,964.8         |
| 가능 일조율                                                   | 40              | 39              | 45              | 49              | 46              | 42              | 45              | 45              | 43              | 47              | 48              | 43              | 44              |
| 출처: 중국기상국 (평년값: 1991년~2020년, 극값: 1981년~2010년) |                 |                 |                 |                 |                 |                 |                 |                 |                 |                 |                 |                 |                 |

## 행정 구역
5개의 시할구와 2개의 현을 관할한다.
시할구
- 톈자안 구(田家庵区)
- 판지 구(潘集区)
- 셰자지 구(谢家集区)
- 다퉁 구(大通区)
- 바궁산 구(八公山区)

현
- 펑타이 현(凤台县)
- 서우 현(寿县) - 옛 명칭은 수춘(寿春)이다.

관리구
- 마오지시안 구(毛集实验区)

## 교통

### 철도
- 화이난 역
- 화이난 동역 (중국철로고속 2012년 10월 16일 개통)
- 화이난 남역 (중국철로고속 2019년 12월 1일 개통)